# Jordbrukets blockorganisation
Jordbrukets blockorganisation var en svensk beredskapsorganisation som ursprungligen utgjorde en egen myndighet. Den inrättades 1942 och omorganiserades 1972 med syfte att säkra livsmedelsproduktionen vid beredskapstillstånd och i krig. Detta kunde till exempel ske genom gemensam användning av maskiner och beredskapsutrustning som reservelverk. 
Blocken bestod av gårdar och företag med en sammanlagd yta om ca 100-500 hektar.
Blockorganisationen, som lydde under Jordbruksverket, byggdes upp genom samverkan mellan lantbruksnämnderna, länsarbetsnämnderna och LRF. Organisationen lades ner efter kalla krigets slut.

## Ledning och organisation
Blocken var den lägsta beståndsdelen i blockorganisationen, där blocken lydde under överblocken. Överblocken var i sin tur uppbyggda genom att blocken i en kommun blev ett eller flera överblock.
| Administrativ nivå  | Blockenhet | Ledare          |
| ------------------- | ---------- | --------------- |
| Rike (central nivå) | -          | Riksblockledare |
| Län (regional nivå) | Överblock  | Länsblockledare |
| Kommun (lokal nivå) | Block      | Överblockledare |